# Komiyasoma lei
Komiyasoma lei là  loài xén tóc  duy nhất trong chi Komiyasoma thuộc phân họ Prioninae được nhóm các nhà khoa học thuộc Viện Khoa học Tự nhiên Hoàng gia, Vương Quốc Bỉ và Viện Vệ sinh phòng dịch Quân đội phát hiện ra tại Đắk Lắk, Lâm Đồng, Khánh Hòa từ năm 2011, công bố trên tạp chí Les Cahiers Magellanes, số 12 năm 2013. Do hiện mới chỉ quan sát thấy tại khu vực này nên đây là một loài côn trùng đặc hữu của Việt Nam

## Phát hiện và đặt tên
Tên chi Komiyasoma được đặt theo tên của chuyên gia nghiên cứu phân họ Prioninae người Nhật Bản Ziro Komiya kết hợp với tên chi Aelosoma mà ông này có nhiều đóng góp (Komiyasoma = Komiya + Aegosoma). Tên loài lei được đặt theo tên của ông Lê Văn Hương, giám đốc Vườn quốc gia Bidoup Núi Bà, người đã tạo điều kiện tốt nhất và đặc biệt giúp đỡ cho đoàn nghiên cứu trong thời gian điều tra tại Vườn Quốc gia